# Teve.cat
Teve.cat fue un canal de televisión de proximidad, con sede en Barcelona. Sus emisiones comenzaron en abril del 2020 en la antigua frecuencia de El Punt Avui TV.

## Historia
Teve.cat comenzó la programación en pruebas el 27 de abril de 2020.
En julio del 2022 se vendieron las frecuencias a Grup4 para la creación del nuevo canal de televisión de proximidad Canal 4.

## Estudios
El canal tiene los estudios en el barrio del Poblenou de Barcelona. En las dependencias del BCN Media Hub.

## Programas
La programación del canal es generalista e incluye los siguientes programas:
- Zippi zapping, espacio de zapping dirigido y presentado por Albert Lesan y Sabina Pedrós, de lunes a viernes a las 15:00 h.
- Sense Control, de 10 a 12:00h.

## Frecuencias
Las frecuencias por donde emite el canal son las siguientes:	
 Provincia de Barcelona
- Barcelonés:48 UHF[nota 1]
- Vallés Occidental:39 UHF[nota 1]
- Vallés Oriental:40 UHF[nota 1]

En todas las frecuencias de TDT donde emitía Canal Català TV, El Punt Avui TV y Teve.cat, actualmente emite Canal 4 (Cataluña). (Solo las que eran de su propiedad y no incluye canales de TV o radio asociadas)